# Baden (Bretanya)
Baden (en bretó Baden) és un municipi francès, situat a la regió de Bretanya, al departament d'Ar Mor-Bihan. L'any 2006 tenia 3.899 habitants.

## Demografia
| 1962                                       | 1968  | 1975  | 1982  | 1990  | 1999  |
| ------------------------------------------ | ----- | ----- | ----- | ----- | ----- |
| 1.819                                      | 1.844 | 1.957 | 2.369 | 2.844 | 3.360 |
| Des de 1962: població sense dobles comptes |       |       |       |       |       |

## Administració
| Període | Identitat         | Partit |
| ------- | ----------------- | ------ |
| 2001-   | Maurice Nicolazic |        |

## Personatges il·lustres
- Joseph Le Brix, aviador.